# Sadomasochismus in der Literatur

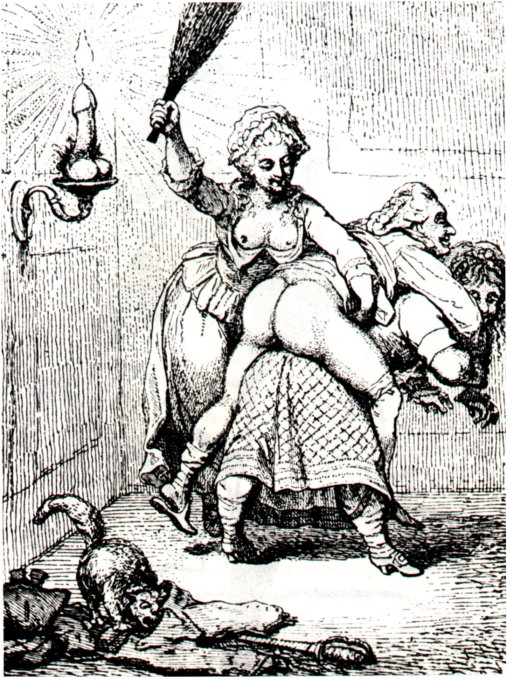
Sadomasochistische Flagellationsillustration (Kupferstich, ca. 1780)

Sadomasochismus in der Literatur bezeichnet die Behandlung sadomasochistischer Themen in der Literatur. Dieser erscheint in sämtlichen Formen der Literatur, also in Roman und Erzählung, aber auch in sexualwissenschaftlicher Literatur – wo der Begriff des Sadomasochismus anhand der Werke von de Sade und Sacher-Masoch Ende des 19. Jahrhunderts geprägt wurde – oder in Gestalt von mehr oder minder fiktiver Bekenntnisliteratur oder als Ratgeber für die Mitglieder einer ab Ende des 20. Jahrhunderts immer selbstbewusster auftretenden BDSM-Community.
Sadomasochistische Literatur im engeren Sinn wird der Bereich der erotischen Literatur genannt, in dem sadomasochistische Sujets eine mehr oder minder große Rolle spielen.
Dazu gehören sexuelle Praktiken und Verhaltensweisen wie Unterwerfung, Hörigkeit, Versklavung, Disziplinierung, Demütigung, Fesselung, sexuelle Gewalt, Flagellation und ähnliche sexuelle Handlungen.
Es muss angemerkt werden, dass Klassifikationen älterer Literatur wie zum Beispiel der Werke des Marquis de Sade als „sadomasochistisch“ retrospektiv und insofern anachronistisch sind. Der Begriff „Sadomasochismus“ geht auf die Psychopathia sexualis von Krafft-Ebing (1886) zurück und war seinerzeit gedacht zur Bezeichnung psychopathologischer Erkrankungen. Die Begriffsbildungen gelten heute in ihrem Fachgebiet zumindest teilweise als überholt. Als literarische Gattungsbegriffe taugen sie als solche nicht. Dennoch hat ihr Gebrauch sich eingebürgert und ist jedenfalls dort unbedenklich, wo er sich auf moderne Genres bezieht mit entsprechenden Lesererwartungen, Konventionen in Ausstattung und Inhalt sowie Vertriebswegen.
Wie bei erotischer Literatur allgemein unterlag auch die sadomasochistische Literatur in der Vergangenheit einer rigiden Zensur. Seit Mitte des 20. Jahrhunderts jedoch finden sadomasochistische Texte wie zum Beispiel die Geschichte der O zunehmend Akzeptanz im literarischen Mainstream. Laut dem englischen Psychiater Anthony Storr zeigt die schiere Menge an sadomasochistischer Pornografie, dass sadomasochistische Interessen in der westlichen Gesellschaft heute weit verbreitet sind.

## Frühe Beispiele

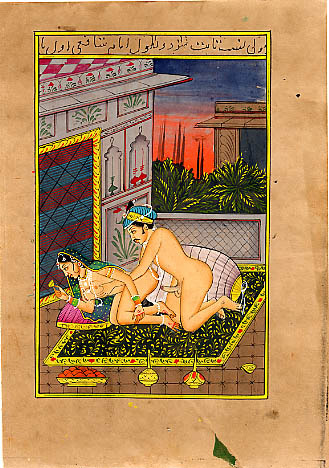
Illustration des Kamasutra

Die Darstellung von Handlungen, die man aus heutiger Sicht als sadomasochistisch bezeichnen würde, erscheint bereits in der Antike.
Schon im indischen Kamasutra, einem Lehrbuch über die erotische Liebe, vermutlich von Vatsyayana Mallanaga im 2. oder 3. nachchristlichen Jahrhundert verfasst, werden vier Schlagarten beim Liebesspiel unterschieden. Die Bereiche des Körpers, in denen Schläge ungefährlich sind, werden dabei ebenfalls beschrieben, und es wird festgestellt, dass Praktiken wie Beißen, Schlagen und Kratzen nur bei Einverständnis des anderen als lustvoll empfunden werden. Aus dieser Sicht dürfte das Kamasutra den ersten schriftlich überlieferten Text über SM-Praktiken und -Sicherheitsregeln darstellen.
Eines der ältesten Zeugnisse über Flagellation findet sich im 6. Buch der Satiren des antiken römischen Dichters Juvenal:

„Es gibt Frauen, die zahlen den Folterknechten gleich ein Jahresgehalt. Sie lässt schlagen, und derweil schminkt sie ihr Gesicht, hört ihren Freundinnen zu oder nimmt den breiten Goldstreifen auf einem bestickten Kleid in Augenschein, und sie lässt prügeln, geht ihr langes Rechnungsbuch im Querformat noch einmal durch, und sie lässt prügeln, bis die Prügelnden müde sind und sie ein schreckliches »Raus!« ertönen lässt, weil ihre »gerichtliche Untersuchung« nun beendet ist.“

Ein weiteres Zeugnis findet sich im Satyricon von Petronius, wo Enkolpius von Oenothea gepeitsch wird, um diesen von seiner Impotenz zu heilen:

„(Darauf) holte Oenothea einen ledernen Phallus herbei, bestrich ihn mit Öl, gestampftem Pfeffer sowie zerriebenem Brennesselsamen und drückte ihn mir langsam in den After. Mit diesem Saft besprengte die grausame Alte darauf auch meine Schenkel. Dann goß sie Kressesaft mit Stabwurz vermischt über meine Scham, nahm ein Bündel frischer Brennesseln und fing an, mir damit die ganze Gegend unterhalb des Nabels behutsam zu peitschen.“

Beide Werke stammen aus dem 1. bzw. 2. Jahrhundert nach Christus.
Ab dem 17. Jahrhundert erschienen zwei Abhandlungen, die Hinweise und Darstellungen sadomasochistischer Praktiken in Antike zusammenstellten, nämlich auf Latein der Tractus de usu flagrorum in re Medica & Veneria von Johann Heinrich Meibom (1639), sowie die Pierre-Jean Grosley zugeschriebene Dissertation sur l'usage de battre sa maîtresse (1756), die von Johann Carl Conrad Oelrichs unter dem Titel Abhandlung von dem Gebrauche der Alten, fürnehmlich der Griechen und Römer, ihre Geliebte zu schlagen 1766 mit Ergänzungen ins Deutsche übersetzt wurde.
Der Text von Meibom, der auch Beispiele aus späterer Zeit anführt, erschien bereits 1723 in englischer Übersetzung als A Treatise on the Use of Flogging in Venereal Affairs bei dem notorischen britischen Verleger Edmund Curll, nachgedruckt in der Library Illustrative of Social Progress des Verlegers John Camden Hotten, einer um 1872 erscheinenden Reihe pornographischer und flagellantischer Texte.
Die von den beiden Autoren zusammengetragenen Textstellen antiker Autoren sind jedoch allenfalls anekdotisch. So zitiert Meibom eine Stelle bei Pico de Mirandola, wo sich dieser kopfschüttelnd über die seltsamen Gelüste eine Mannes äußerte, der geradezu versessen darauf war, sich peitschen zu lassen, und erwähnt dann noch einen ihm selbst bekannt gewordenen Fall eines Lübecker Käsmachers, der ungepeitscht impotent blieb.
Auch wenn sich im 17. und 18. Jahrhundert eine umfangreiche erotische Literatur entwickelte, so wird erst gegen Ende des Jahrhunderts der Sadomasochismus zum literarischen Sujet.
Zu dieser Zeit, 1782, veröffentlichte Jean-Jacques Rousseau den ersten Band seiner Bekenntnisse, in dem er berichtet, dass er, als er 8 Jahre alt war, von einem Fräulein Lambercier gezüchtigt wurde und dass ihn diese Züchtigung nicht nur sexuell erregte, sondern dass dieser Impuls auf lange Sicht sein Begehren bestimmte. Er schreibt:

„Von dem Augenblicke des Erwachens meiner Sinnlichkeit an verirrten sich meine Begierden dergestalt, daß sie, da sie sich auf das, was ich empfunden hatte, beschränkten, nie den Antrieb fühlten, etwas Anderes zu suchen. Trotz meines fast von meiner Geburt an sinnlich erhitzten Blutes hielt ich mich bis zu dem Alter, in dem sich auch der kältesten und am langsamsten heranreifenden Naturen entwickeln, von jeder Befleckung rein.“

Rousseau steht somit am Anfang der sadomasochistischen Bekenntnisliteratur und am Beginn einer langen Reihe mehr oder minder authentischer sadomasochistischer Autobiographien.

## Sadomasochistische Literatur

### De Sade und seine Nachfolger

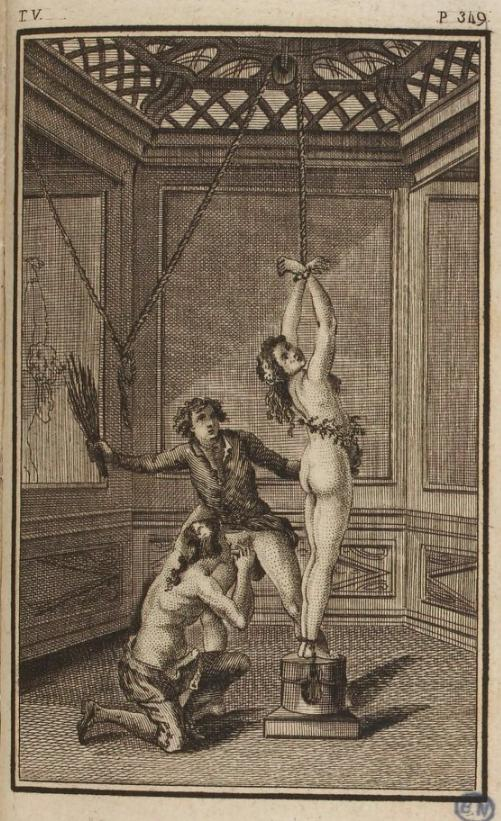
Illustration aus La nouvelle Justine (Bd. 5, 1797)

Zu den Klassikern des Genres gehören die Romane und Erzählungen des Marquis de Sade. Zu seinen Hauptwerken gehören Justine oder das Unglück der Tugend (1791), Juliette oder die Vorteile des Lasters (1796) und Die Philosophie im Boudoir (1795). Sein in Hinblick auf sadomasochistische Inhalte extremstes Werk, Die 120 Tage von Sodom oder Die Schule der Ausschweifung wurde von Sade 1785 geschrieben, während er in der Bastille eingekerkert war. Das Manuskript galt lange Zeit als verloren, gelangte dann zu Beginn des 20. Jahrhunderts in den Besitz von Iwan Bloch und wurde 1904 auf Französisch und 1909 in einer deutschen Übersetzung veröffentlicht.

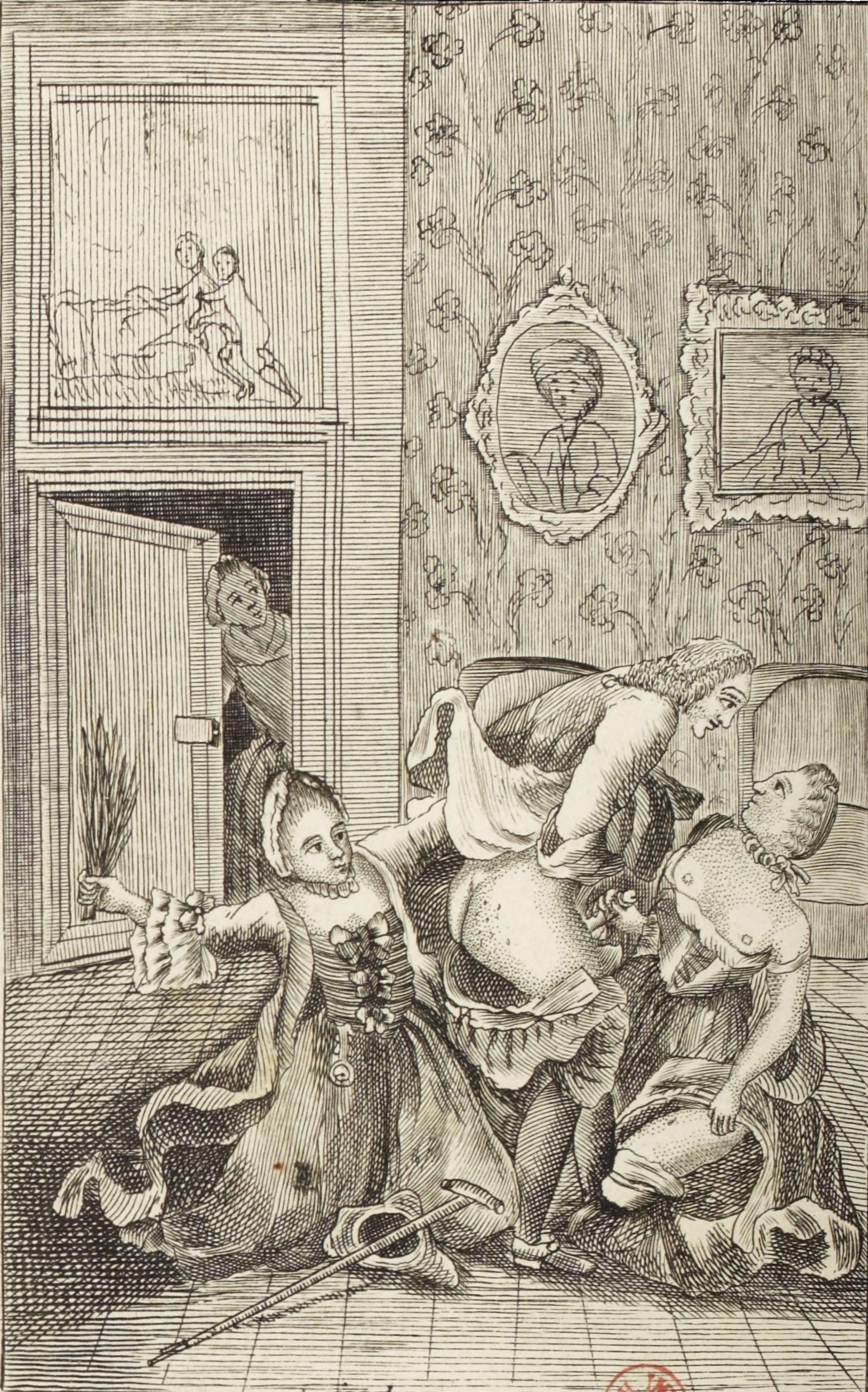
Illustration zu Thérèse philosophe (1748)

Wie schon oben angemerkt, ist eine Klassifikation von de Sades Werken als „sadistisch“ genau genommen anachronistisch. Er schrieb in der Tradition der Libertinage des 18. Jahrhunderts, in der gleichen Richtung wie zum Beispiel der dem Marquis d’Argens zugeschriebenen Roman Thérèse philosophe (1748), in der Auspeitschungen durchaus auch Teil der Handlung sind. Von solchen Vorläufern unterscheidet sich De Sade in der Radikalität seiner Philosophie und in deren Konsequenz durch die Extreme von Zufügen und Erleiden der Protagonisten.
Diese extremen Darstellungen in den Werken de Sades erregten auch zu seiner Zeit im relativ liberalen Frankreich der Revolutionszeit Anstoß, belegt etwa durch Nicolas Edme Restif de la Bretonne mit seiner 1798 erschienenen Anti-Justine, wo er im Vorwort die Sadeschen Grausamkeiten ausdrücklich ablehnt:

„Niemand war wohl so entrüstet wie ich über die schmutzigen Werke dieses scheußlichen Marquis de Sade, der »Justine«, »Aline«, des »Boudoir«, der »Theorie der Wollust« […]. Dieser Elende stellt die Wonnen der Liebe immer und ewig nur in Begleitung von Folter und Mord dar!

Mein Zweck ist dagegen, ein Buch zu schreiben, das noch saftiger werden soll als die de Sadeschen, und das doch die Frauen getrost ihren Männern empfehlen sollen, um besser von ihnen bedient zu werden, ein Buch, in dem das Herz sehr wohl neben den Sinnen seinen Platz hat, in dem die Wollust keine Grausamkeiten kennt, in dem die Liebe, rein natürlich aufgefaßt, ohne die geringsten Zierereien und Bedenken, nur fröhliche und wonnige Bilder vorführt.“

De Sades Werke wurden von den Zeitgenossen demnach nicht unbedingt als Exemplifikationen libertiner Philosophie, sondern sehr wohl als erotisch bzw. pornographisch gelesen.
Lynn Hunt zufolge markieren die Werke Sades einen Wendepunkt der Entwicklung in der erotischen und pornographischen Literatur, insofern die politisch-philosophisch motivierte Pornographie mit de Sade einen Höhepunkt erreichte und danach praktisch verschwand. Zwar wurden weiterhin die Grenzen sozialer und moralischer Tabus ausgetestet, nun aber ohne dabei auf politische und religiöse Subversion abzuzielen. Zugleich entstand Pornographie und insbesondere sadomasochistische Literatur als Genre, mit festen Topoi und definierten Lesererwartungen.
Zugleich wurde die Repression dieser gesellschaftsgefährdenden Literatur institutionalisiert, zum Beispiel durch die Einrichtung einer besonderen Abteilung für derartige Werke an der Französischen Nationalbibliothek. Dort blieben sie vor der Öffentlichkeit verborgen, bis sie zu Beginn des 20. Jahrhunderts wiederentdeckt wurden, von Sexualforschern wie Iwan Bloch, der unter dem Pseudonym Eugen Dühren eine Biografie Sades schrieb und 1904 die Erstausgabe der 120 Tage von Sodom herausgab, und den französischen Surrealisten, die ihm den Beinamen Le Divin Marquis („Der Göttliche Marquis“) verliehen.
Doch auch dann beschränkten sich die Publikationen der Werke de Sades auf Privat- und Subskriptionsdrucke und damit auf eine begrenzte Leserschaft. Erst 1947 unternahm der junge Pariser Verleger Jean-Jacques Pauvert eine Werkausgabe de Sades. 1956 wurde er angeklagt, wobei bedeutende Autoren wie André Breton, Jean Paulhan und Georges Bataille im Prozess für die Veröffentlichung eintraten und die Bedeutung de Sades hervorhoben. 1957 wurde Pauvert verurteilt, das Urteil wurde jedoch in der Berufung aufgehoben. Pauvert war es auch, in dessen Verlag 1954 (also noch vor dem Sade-Prozess) die Geschichte der O erschien (siehe unten), mit einem Vorwort von Jean Paulhan.
Ab den 1880er Jahren erschienen unter den Initialen „E. D.“ sowie verschiedener entsprechender Pseudonyme wie Edmond Dumoulin oder Édouard Demarchin eine Reihe erotischer Romane, darunter 1898 Mémoires d’une danseuse russe, der unter dem Titel Die Memoiren einer russischen Tänzerin um 1900 ins Deutsche übersetzt wurde und seither immer wieder aufgelegt wurde. Der Roman, die fiktive Autobiografie der Mariska, die von einer Leibeigenen zur Tänzerin am Kaiserlichen Theater in Moskau aufsteigt, besteht aus drei Teilen, in der deutschen Übersetzung betitelt als „Die Kindheit in der Leibeigenschaft eines Bojaren“,  „Lehrjahre in einem Moskauer Mode-Atelier“ und. „In der Kaiserlichen Ballettschule“, wobei sich auf jeder dieser Stationen eine Züchtigungsszene an die nächste reiht, weshalb das Bilderlexikon der Erotik von einem „Vademecum“ des Flagellantismus spricht. Eine umgearbeitete und abgemilderte Fassung erschien 1905 unter dem Titel La Flagellation en Russie – Mémoires d’une danseuse russe.

### Der englische Flagellationsroman
In der englischen SM-Literatur des 19. Jahrhunderts dominierte ein Typus von Flagellationsromanen, die von geschäftstüchtigen Verlegern wie George Cannon, Charles Carrington oder John Camden Hotten anonym oder unter Pseudonym und häufig mit fingiertem Erscheinungsort und Erscheinungsjahr publiziert wurden. Man bediente sich dabei aller möglichen Formen, beliebt waren aber sogenannte „Erlebnisberichte“ oder fingierte Autobiographien. Die Zahl solcher Publikationen war sehr große und viele dieser Romane wurden auch ins Deutsche übersetzt. Einen Überblick der einschlägigen Literatur bieten die Bibliographien von Henry Spencer Ashbee, insbesondere sein unter dem Pseudonym Pisanus Fraxi 1877 herausgegebener Index Librorum Prohibitorum. Im Folgenden daher nur einige der bekanntere Beispiele aus der Zeit.

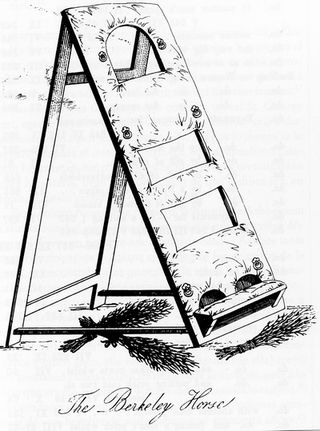
Das „Berkley Horse“

Hierzu gehört beispielsweise Venus School-Mistress; or Birchen Sports (ca. 1808–1810). In einer späteren Ausgabe wurde der Untertitel ergänzt mit „Re-printed from the Edition of 1788, with a Preface, by Mary Wilson, containing some Account of the late Mrs. Berkley.“ Das Datum 1788 ist fiktiv, die Ausgabe erschien etwa 1830. Die erwähnte Mrs. Berkley ist Theresa Berkley, Besitzerin eines auf Flagellation spezialisierten Bordells und Erfinderin des sogenannten Berkley Horse, einer Vorrichtung, auf der Kunden von Prostituierten geprügelt werden können.
1866 erschien von St. George H. Stock The Romance of Chastisement; or, Revelations of the School and Bedroom, eine Sammlung verschiedener Texte, sowohl in Prosa als auch Gedichte, die sich sämtlich mit Flagellation befassen.
Im selben Jahr 1866 erschien The New Ladies' Tickler; or the Adventures of Lady Lovesport and The Audacious Harry, in dem es um den häuslichen Gebrauch der Rute geht.
Ein anderer vorgeblicher Bericht über eine sogenannte „Peitschengesellschaft“ lautet The Merry Order of St. Bridget: Personal Recollections of the Use of the Rod von Margaret Anson, einem Pseudonym von James Glass Bertram (1868).
Von Erziehungssadismus und Prostitution handelt Modern Sports in the Westend of London (ca. 1892; deutsch Rutenspiele und Liebesabenteuer der Miss Ophelia Cox).
1893 erschien unter dem Titel Gynecocracy : A narrative of the adventures and psychological experiences of Julian Robinson (afterwards Viscount Ladywood) under petticoat-rule written by himself (deutsch als Weiberherrschaft) ein dreibändiges Werk, in dem es um sadistische Erziehungs- und Bestrafungspraktiken geht.
Als Gegenstück dazu erschien 1898 unter dem Pseudonym M. Le Compte Du Bouleau The Petticoat Dominant : Or Woman's Revenge: The Autobiography of a Young Nobleman as a Pendant to Gynecocracy (deutsch als Unter der Herrschaft des Unterrocks).
1899 wurde von dem französischen Autor Hugues Rebell (eigentlich Georges Grassal), einem Freund des Verlegers Charles Carrington, der Roman The Memoirs of Dolly Morton unter dem Pseudonym Jean de Villiot und auf Englisch veröffentlicht. Der Untertitel ist The Story of A Woman's Part in the Struggle to Free the Slaves, An Account of the Whippings, Rapes, and Violences that Preceded the Civil War in America, with Curious Anthropological Observations on the Radical Diversities in the Conformation of the Female Bottom and the Way Different Women Endure Chastisement. Es handelt von Auspeitschungen von Frauen, insbesondere Sklavinnen, und von Vergewaltigungen vor und im amerikanischen Bürgerkrieg.

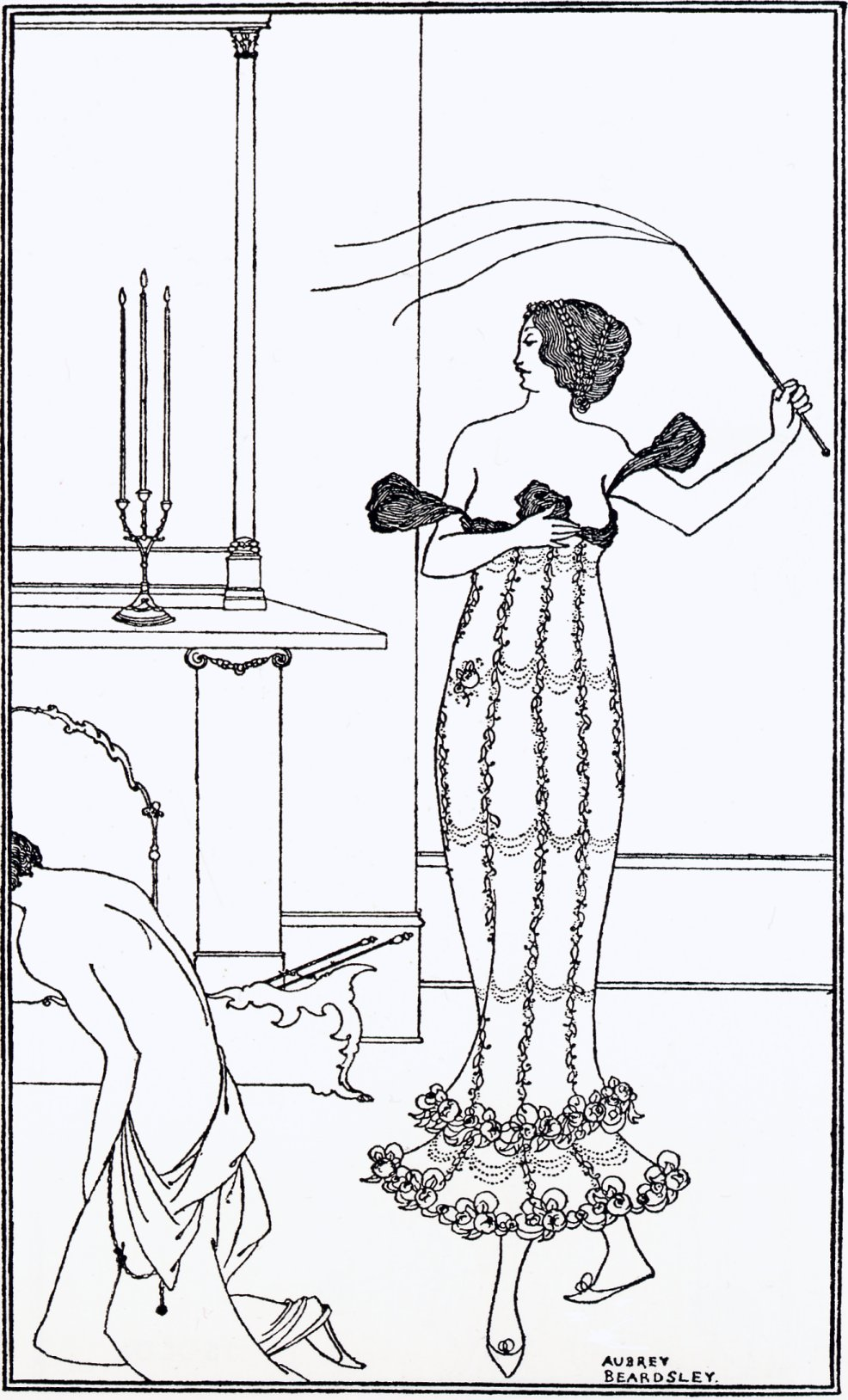
Der Club der Flagellanten in London von Aubrey Beardsley (1895)

Der viktorianische Dichter A. C. Swinburne erregte durch seine frühe sadomasochistisch getönte Lyrik sowie durch seine (unvollendete) Novelle Lesbia Brandon großes Aufsehen, wobei in die masochistischen Erfahrungen des Knaben in Lesbia Brandon möglicherweise autobiographische Erfahrungen des Autors eingeflossen sind.

### Deutsche Literatur des 19. Jahrhunderts

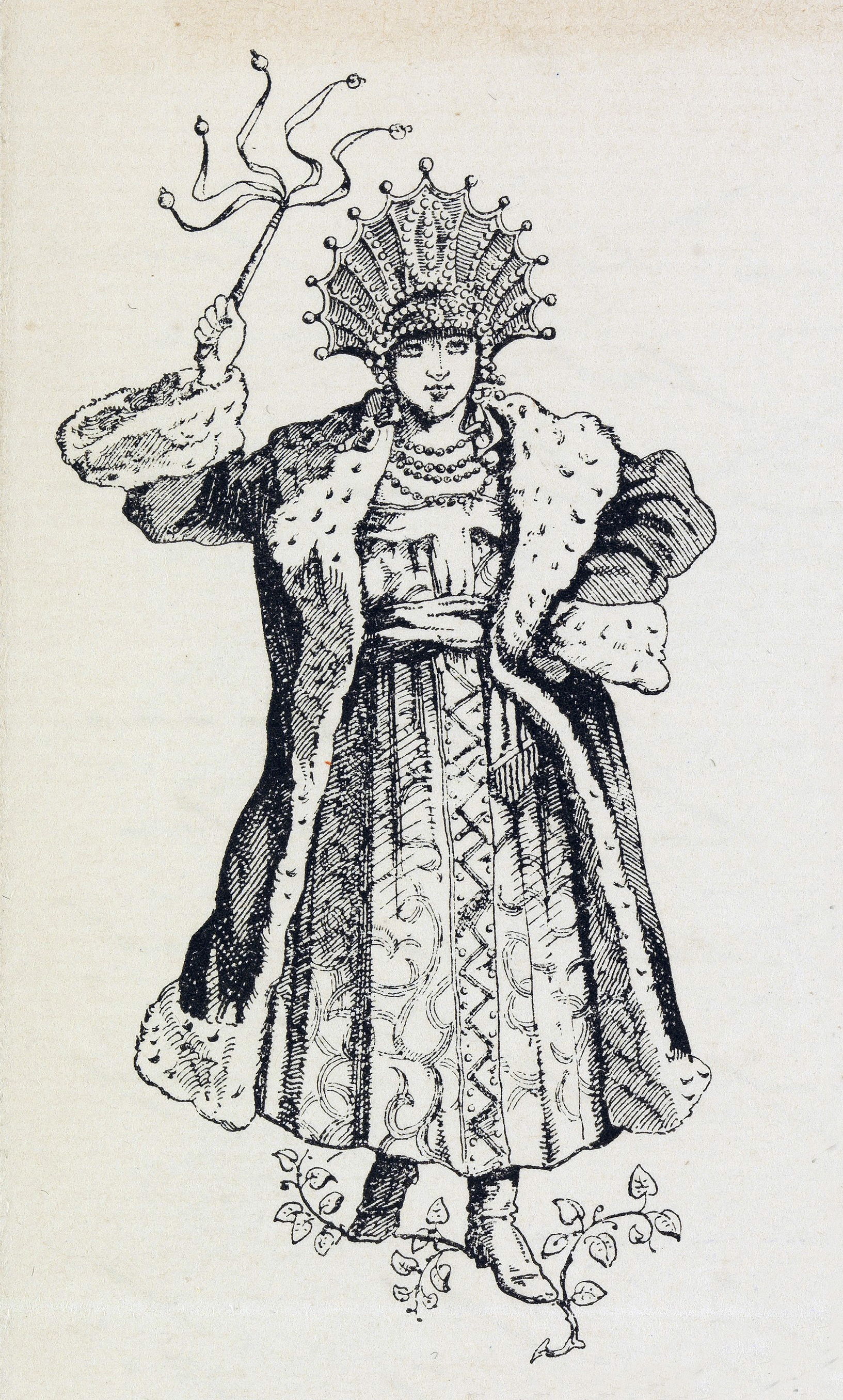
Darstellung der „Venus im Pelz“ auf dem Briefpapier Sacher-Masochs

Im Vergleich zu der französischen und englischen Literatur gibt es im Deutschen relativ wenig Autoren im Bereich des sadomasochistischen Schrifttums im 19. Jahrhundert. Eine umfassende Bibliografie der erotischen Literatur des deutschen Sprachraums gibt die Bibliotheca Germanorum, Erotica & Curiosa von Hugo Hayn und Alfred N. Gotendorf, die ab 1912 in 8 Bänden erschien. Hier finden sich wie zu erwarten zahlreiche Werke mit einschlägigen Titeln, insbesondere Flagellationsromane. Es ist dabei allerdings oft nicht leicht auszumachen, ob es sich um das Werk eines deutschen Autors oder um eine Übersetzung aus dem Englischen oder Französischen handelt.
Neben solchen explizit pornographischen Werken gibt es eine Literatur aus der Grauzone von Kolportageroman und Pornographie, öfters mit ausgeprägt sadistischen Szenen.
Hierher gehört zum Beispiel Die Meuchelmörderin, nebst der Beichte ihrer Sünden. Aus den Papieren der Giftmischerin U****s. Ein wahrer Roman, von ihr selbst geschrieben von Ignaz Ferdinand Arnold (1804), dem das Bilderlexikon der Erotik bescheinigt, dass die Protagonistin, eine „Messaline als Giftmischerin“, eine „eine echte Schülerin der »Juliette«“ sei.
Ganz ähnlich die Bekenntnisse einer Giftmischerin von Friedrich Buchholz (1803), das einst sogar die Bewunderung Goethes gefunden haben soll.
1870 veröffentlichte der Österreicher Leopold von Sacher-Masoch den Roman Venus im Pelz, wodurch er zum Namengeber des Masochismus wurde.
Lenchen im Zuchthause von Werner Reinhard (1902) beschreibt in Form eines Briefromans die Prügelstrafe in einem Zuchthaus. Auch unter dem Titel Briefe aus dem Kerker mit Autorenangabe „Lenchen Reinhard“. 1987 wurde es indiziert.

### 20. Jahrhundert
Ein französischer Autor veröffentlichte in den 1930er Jahren eine Reihe von Flagellationsromanen unter verschiedenen Pseudonymen, meist Alan Mac Clyde, sowie Joan Spanking, Edith Kindler und Jean de La Beuque fils. Er schrieb unter anderem Dressage (1931), Bagne de femmes (1931), La Reine cravache (1932), Servitude (1934), Despotisme féminin (1934), Dolorès amazone (1934), Esclavage ou L'Agonie sous le fouet (1934, als Edith Kindler), Cuir et peau (1934), Le Cuir triomphant (1934) und Dolly esclave (1936). Sein Pseudonym ist nie aufgedeckt worden. Illustriert wurden seine Werke meist von dem unter dem Namen Carlõ bekannten Illustrator von Bondage-Romanen.
Mit der Histoire d’O („Geschichte der O“) (1954) und Rückkehr nach Roissy (1969) schuf die französische Journalistin und Literaturkritikerin Anne Declos unter dem Pseudonym Pauline Réage zwei Klassiker, die sowohl die BDSM-Subkultur als auch die sadomasochistische Literatur bis heute entscheidend beeinflussen. Das Werk der Autorin wird in seiner Bedeutung im Allgemeinen mit den Texten de Sades und von Sacher-Masochs auf eine Stufe gestellt.
1955 erschien The Whip Angels von Diane Bataille, der kanadischen zweiten Ehefrau von Georges Bataille, einer geborenen Kotchoubey de Beauharnais. Veröffentlicht in der Reihe Traveller's Companion, Olympia Press, Paris als Nr. 9, 1955 unter XXX und später mit dem etwas plumpen Pseudonym Selena Warfield. Übersetzt als Die Peitschenengel, Darmstadt, 1968. Mavis Gallant soll das Buch in ihrem Roman A Fairly Good Time (1970) erwähnen.
1956 verfasste und veröffentlicht die französische Schriftstellerin Catherine Robbe-Grillet unter dem Pseudonym Jean de Berg den sadomasochistischen Roman L'Image in den Les Éditions de Minuit. Der Roman schildert die Erlebnisse des Schriftstellers Jean, der, nachdem er seine alte Freundin Claire auf einer Party zusammen mit ihrer Sklavin Anne trifft, immer tiefer in ihre Welt des Sadomasochismus gezogen wird. Die Erzählung wurde 1975 von Radley Metzger als The Image oder The Punishment of Anne verfilmt.
1966 begründete der Autor und Philosoph John Norman mit Tarnsman of Gor („Gor – Die Gegenerde“) einen Fantasyzyklus mit ausgeprägten sadomasochistischen Bezügen, der bis heute (Stand: 2022) 37 Bände umfasst, weltweit Millionenauflagen erreicht und als zentrales Motiv männliche Dominanz und weibliche Unterwerfung auf einem erdähnlichen, mittelalterlichen Planeten verwendet.
1971 veröffentlichte Larry Townsend den Roman Run, Little Leatherboy, der in der homosexuellen SM-Lederszene von Los Angeles angesiedelt ist. Bekannt wurde er aber vor allem durch The Leatherman’s Handbook (deutsch Das Lederhandbuch, 1998), das 1972 bei Olympia Press erschien, ein Ratgeberbuch für schwule Sadomasochisten. 1981 erschien ein Folgeband, The Leatherman’s Handbook II.
1978 erschien der Roman Marion Zimmer Bradleys The Ruins of Isis („Die Matriarchen von Isis“). In ihrer sadomasochistische Fiktionen schildert die Kultautorin feministischer Fantasy eine matriarchale Gesellschaft auf einem entfernten Planeten. Der Roman kritisiert die Versklavung eines Geschlechts durch das andere. In Umkehrung eines extremen patriarchalischen Gesellschaftsmodelles regieren auf Isis/Cinderella die Frauen, die Männer sind versklavt. Doch dann erscheint eine Wissenschaftlerin von einem anderen Planeten auf dieser Welt, deren Mann sich zwar formal dem Recht auf Isis unterwirft, diese matriarchale Herrschaftsform jedoch innerlich nicht akzeptiert. Am Ende steht als moralische Botschaft die Gleichberechtigung: auf Isis kommt es zum Umsturz, und die Männer werden von Sklaven zu Bürgern. Bradleys Roman lässt sich als Antwort auf John Normans Zyklus GOR interpretieren. Zimmer Bradley kehrt hierbei die Grundidee dieses klassischen Zyklus gleich in zweifacher Hinsicht um, sowohl im Verhältnis der auf dem Planeten herrschenden Geschlechter, als auch in dem jeweils propagierten Geschlechterverhältnis.
Eine Philosophie des Sadomasochismus erörtert Edith Kadivec, die in den 1920er Jahren wegen sadistischer Gewalttätigkeit an Minderjährigen im Wiener Sadistenprozess verurteilt wurde, in Bekenntnisse und Erlebnisse (1977) und Eros, der Sinn meines Lebens (1979).
1978 erschien der Roman 9 1/2 Wochen von Elizabeth McNeill. Die Autorin beschreibt in ihm eine auch BDSM-Beziehung zwischen zwei namentlich nicht genannten Akteuren. Hierbei erfolgt die Schilderung aus der Sicht der beteiligten Frau, die Jahre nach dem Ende des Verhältnisses die Beziehung noch einmal distanziert an sich vorüberziehen lässt. Der Roman schildert die immer weiter reichende Hörigkeit der Protagonistin, welche auf jedes der ihr angetragenen Spiele eingeht, die immer ausgefallener und extremer bis hin zu Diebstahl und Raub werden, bis sie schließlich nach 9 1/2 Wochen den Kontakt gänzlich abbricht. Der Roman wurde zunächst anonym veröffentlicht, stammte laut Cover der ersten amerikanischen Auflage von „einer Managerin eines großen New Yorker Unternehmens“ und bildete später die Vorlage für den kommerziell sehr erfolgreichen Film 9½ Wochen.
Sadistische Bekenntnisse kamen 1983 von der amerikanischen Gerichtspsychologin Terence Sellers. In The Correct Sadist: The Memoirs of Angel Stern („Der korrekte Sadismus“) schildert die Autorin die Erlebnisse einer dominanten Frau in der amerikanischen BDSM-Szene.
Die bekannte amerikanische Autorin Anne Rice veröffentlichte eine umfangreiche Auswahl sadomasochistischer Literatur. Ihre unter dem Pseudonym A. N. Roquelaure veröffentlichte drei Bände umfassende deutsche Ausgabe der Dornröschen-Trilogie (The Claiming of Sleeping Beauty (1983), Beauty’s Punishment (1984) und Beauty’s Release (1985) ) ist seit 1992 indiziert.
 Diese umfangreichen und detaillierten BDSM Romane erinnern an die Geschichte der O und spielen in einer mittelalterlichen Fantasiewelt, die sich vage an das Märchen von Dornröschen anlehnt. Die Geschichten enthalten in Szenen sowohl männlicher als auch weiblicher Dominanz ausführliche Beschreibungen von bisexuellen Handlungen. Ursprünglich unter dem Pseudonym Anne Rampling veröffentlichte Anne Rice 1985 den Roman Exit to Eden („Verbotenes Verlangen“). Der Roman wird heute unter ihrem eigenen Namen vertrieben. Der Roman handelt davon, dass Kelly, Leiterin eines abgelegenen exklusiven BDSM-Ferienklubs Slater als „Sklaven“ ersteigert, woraufhin sich beide ineinander verlieben. Der Roman wurde 1994 verfilmt.
In dem ebenfalls 1983 erschienenen Roman Die Klavierspielerin der Österreicherin Elfriede Jelinek spielt der Masochismus der Protagonistin Erika Kohut eine zentrale Rolle. Kohut lebt in einer überaus engen, sehr problematischen Beziehung mit ihrer Mutter zusammen, die sie einer Dressur zur bedeutenden Musikerin unterworfen hat, worin autobiographische Momente Jelineks aufscheinen. Der Versuch Kohuts, sich aus dieser Bindung durch eine Beziehung zu ihrem Schüler Walter Klemmer zu befreien und durch das Ausleben ihrer masochistischen Tendenzen und Phantasien ihre Frigidität zu überwinden, ist zum Scheitern verurteilt und endet in einer Vergewaltigung. 2001 wurde der Roman von Michael Haneke mit Isabelle Huppert als Erika Kohut und Benoît Magimel als Walter Klemmer verfilmt.
Pat Califia, Gründer der bedeutenden feministisch-lesbischen BDSM-Organisation Samois veröffentlichte 1988 unter dem Titel Macho Sluts eine Sammlung erotischer Kurzgeschichten, die bei Alyson Publications veröffentlicht wurde. Hierbei lassen sich die Akteure der BDSM-Fantasien schwulen, lesbischen und teilweise gar keiner festen Geschlechterrolle zuordnen.
Basierend auf ihrer eigenen Biografie liefert Sina-Aline Geißler 1990 in Lust an der Unterwerfung masochistische Bekenntnisse aus Sicht einer Frau. Sie ergänzt ihre eigenen Erfahrungen mit Interviews, die sie mit anderen devoten beziehungsweise masochistischen Frauen führte.
1993 erschien in Frankreich Le lien, ein autobiografischer Roman der Literaturstudentin Vanessa Duriès, die noch im selben Jahr im Alter von 21 Jahren bei einem Autounfall ums Leben kam und dadurch Kultstatus in der dortigen BDSM-Szene erlangte. Zusammen mit Dolorosa soror (1996), dem ersten Teil einer erotischen Trilogie von Florence Dugas, ist der Roman in Frankreich Teil eines literarischen Kanons, wie in Entre ses mains (2003, In seinen Händen) von Marthe Blau nachzulesen ist, wo die unerfahrene Protagonistin beide Werke von ihrem Meister zur Lektüre erhält.
Im 1995 erschienenen Roman Topping from Below („Brennende Fesseln“) von Laura Reese lässt die Autorin die Hauptdarstellerin den Mord an deren jüngerer Schwester untersuchen. Die sich daraufhin entwickelnde Beziehung zu dem extrem sadistischen Hauptverdächtigen führt die Akteurin immer tiefer in innere Zweifel und an sehr persönliche Grenzen und lässt sie die Entwicklung der Beziehung ihrer Schwester zu dem Verdächtigen direkt nacherleben. Der Nachfolger Panic Snap („Außer Atem“), erschienen 2001, variiert das Thema des ersten Romans und wurde von Kritikern wiederholt als uninspirierter Aufguss bezeichnet.

### 21. Jahrhundert
2007 erschien der letzte Teil des von Gregor Sakow verfassten fünfteiligen Frost-Zyklus (Die Loge, Stahlruten, Das Walhall-Projekt, Die Zwerge von Arnheim, Götzendämmerung). Protagonist ist der Scheiß Bulle Robert Frost, der zu Beginn noch als Kommissar bei der Hamburger Kripo ermittelt, später aber buchstäblich auf eigene Faust weiterarbeitet. Die als Crossover geschriebenen Romane verbinden die sadomasochistisch angelegte Persönlichkeit von Robert Frost mit den Elementen der Kriminal- und Thriller-Literatur. Frosts Rolle als Außenseiter im Kampf gegen die Herrschenden verleiht den Büchern zudem ein subtiles Maß an Gesellschaftskritik, zumal das Gute selten siegt und meist als Opfer von Verschwörungen auf der Strecke bleibt.
2011 wurde mit Fifty Shades of Grey der erste Band einer Romantrilogie unter dem Pseudonym E. L. James veröffentlicht. 2012 folgten Fifty Shades Darker und Fifty Shades Freed. Der erste Band, der zunächst in einem kleinen australischen Verlag erschien, wurde durch Mundpropaganda ungeheuer erfolgreich. Im März 2013 führte der Roman seit 50 Wochen die Bestsellerliste der Washington Post an. Stand 2015 waren weltweit 125 Millionen Bände der Trilogie verkauft, davon über 10 Millionen allein in Deutschland. Eine Verfilmung kam 2015 ins Kino und war auch sehr erfolgreich. Der Zyklus stellt aus dem Blickwinkel 21-jährigen Studentin Anastasia Steele deren von sadomasochistischen Spielen geprägte Beziehung zu dem Unternehmer und Milliardär Christian Grey dar (daher der Titel des ersten Bandes, Fifty Shades of Grey, was sowohl als „50 Grautöne“ als auch als „50 Schattierungen von [Christian] Grey“ gelesen werden kann).

## Sadomasochismus im Comic
Im Grenzbereich zwischen erotischer Kunst und Literatur bewegen sich Comics und Graphic Novels mit sadomasochistischen oder einschlägig fetischistischen Inhalten. Einer der ersten und bekanntesten ist die Comic-Serie Sweet Gwendoline des Briten John Willie, deren Episoden ab 1948 in der von Willie herausgegebenen Fetischzeitschrift Bizarre erschienen. Dabei verkörpert Gwendoline einmal mehr den Typus der Damsel in Distress, die immer wieder von ihrem Kontrahenten Sir Dystic d’Arcy gefangen und verschnürt wird, um schließlich von ihrer Freundin, der Geheimagentin U-69 gerettet zu werden.
Die Figur der Gwendoline wurde unter anderem von dem Amerikaner Eric Stanton aufgegriffen. In der von Stanton selbst per Versand vermarkteten Heftreihe Stantoons erschienen ab 1982 sowohl Comics als auch von ihm illustrierte Geschichten um üppige, dominante Frauen, die mal Männer unterwerfen und fesseln, mal selbst gefesselt werden, meist von anderen Frauen. Weitere Fetischthemen neben Bondage sind Spanking (Versohlen des Hinterns), Catfights (miteinander kämpfende halbnackte Frauen) und Facesitting (eine starke Frau, die auf dem Gesicht des oder der Unterworfenen sitzt). Bis zu seinem Tod 1999 erschienen über 100 dieser 16- bis 28-seitigen Hefte. Ein von Eric Kroll herausgegebener Sammelband mit Werken von Stanton erschien 1997 bei Taschen.
Der Italiener Guido Crepax ist mit Valentina der Schöpfer einer weiteren bekannten Comicserie, bei der erotisch-sadomasochistische Themen eine zentrale Rolle spielen. Die mit ihrer Bobcut-Frisur sich an die Erscheinung der von Crepax verehrten Schauspielerin Louise Brooks anlehnende Valentina Rosselli ist Fotografin und Freundin des mit Kunstkritikers Philipp Rembrandt. Dieser ist mit übersinnlichen Fähigkeiten begabt, die ihm erlauben, Valentina immer wieder aus misslichen Situation zu retten, in deren Verlauf sie meist gefesselt sich verschiedenen sexuellen Zumutungen ausgesetzt sieht. Crepax veröffentlichte zwischen 1965 und 1995 eine ganze Reihe von Valentina-Alben. Darüber hinaus adaptierte Crepax mehrere klassische SM-Romane, darunter Die Geschichte der O nach Réage (1975) und Justine nach de Sade (1979).
Der britische Illustrator und Comiczeichner Erich von Götha lehnt sich in Die Leiden der jungen Janice mit seiner Protagonistin Janice, einer Jungfrau in Nöten, die im 18. Jahrhundert als verfolgte Unschuld von Wüstling zu Wüstling taumelt und dabei immer wieder missbraucht und misshandelt wird, an die Topoi der de Sadeschen Romane an.
Weitere namhafte Comic-Künstler im Bereich BDSM sind:
- Ardem [= Alain Mounier]
- Roberto Baldazzini
- Simon Benson
- Chris [= Xavier Musquera]
- CoaX [= Alvaro Muñoz]
- Bruno Coq [= Pitek]
- Xavier Duvet
- Eneg [= Gene Bilbrew]
- Jack-Henry Hopper [= Jacques Géron]
- Jacobsen [= Jacques Lemonnier]
- Hanz Kovacq [= Bernard Dufossé]
- Mancini [= Robert Hugues]
- Michael Manning
- Lynn Paula Russell [= Paula Meadows]
- Stramaglia Morale
- Bruce Morgan [= Marc Bourgne]
- Georges Pichard
- Adolfo Ruiz
- Franco Saudelli
- Stjepan Sejic [Shiniez]
- Brian Tarsis
- Topaz [= Lubrix / Marine de Sailly]

## Zensur und Indizierung
In früheren Epochen gab es Zensurbehörden, die den Begriff Zensur auch im Namen führten. Später existierte in der Bundesrepublik Deutschland die „Bundesprüfstelle für jugendgefährdende Schriften“ (BPjS), die heute BPjM heißt. Offiziell verbietet sie keine Bücher, sondern erstellt lediglich einen Index von Medien, die Jugendlichen nicht zugänglich gemacht werden dürfen. Allerdings dürfen solche Medien auch nicht öffentlich beworben oder in Buchregalen zur Ansicht ausgelegt werden. Somit sind derartig indizierte Bücher kaum marktfähig, es sei denn, sie werden speziell von SM-Verlagen wie dem Marterpfahl-Verlag oder dem Charon-Verlag vertrieben und von Interessierten gezielt gesucht. Einige SM-Klassiker sind von Indizierungen betroffen, allerdings sind beispielsweise die „Geschichte der O“ oder „Neuneinhalb Wochen“ nach jahrzehntelanger Indizierung wieder frei erhältlich.
Besonders von der Zensur betroffen ist die GOR-Reihe von John Norman. In den deutschen Ausgaben der Bände wurde bereits vom Heyne Verlag 45 Prozent des ursprünglichen Textes gekürzt, darunter alle härteren Passagen. Eine authentische Darstellung des goreanischen Verständnisses von Dominanz und Unterwerfung in deutscher Sprache gibt es bis heute nicht. Trotzdem wurden auch diese „entschärften“ Werke zum größten Teil indiziert. Interessierte deutsche Leser weichen daher häufig auf die englischsprachigen Originalausgaben aus.